# مسعود محمد
مسعود محمد (انگلیسی: Mesud Mohammed؛ زادهٔ ۱۸ فوریهٔ ۱۹۹۰) بازیکن فوتبال اهل اتیوپی است.
وی همچنین در تیم ملی فوتبال اتیوپی بازی کرده است.